# Mit Haut und Haar
Mit Haut und Haar (Originaltitel Bare Bones) ist der sechste Kriminalroman der US-amerikanischen Autorin Kathy Reichs aus dem Jahr 2003. Hauptperson des Krimis ist wie bei den vorangegangenen Romanen die forensische Anthropologin Dr. Temperance „Tempe“ Brennan. Diese entdeckt im Garten eines abgelegenen Farmhauses Bärenknochen und kurze Zeit später eine menschliche Leiche ohne Kopf und Hände. Außerdem stürzt eine Cessna aus ungeklärter Ursache in ein Maisfeld und Brennan muss auch bei den Opfern dieser Katastrophe ermitteln.

## Inhalt
Tempe Brennan ist in ihrer Heimatstadt Charlotte mit gleich drei Fällen beschäftigt, während sie eigentlich einige freie Tage mit Andrew Ryan, ihrem Freund und Liebhaber aus Montreal, verbringen will. In einem Holzofen wird die verbrannte Leiche eines Neugeborenen gefunden, und dessen Mutter, Tamela Banks, wird des Mordes verdächtigt, ist aber unauffindbar. Auf einer Grillparty, zu dem der Freund ihrer Tochter Katy Tempe eingeladen hat, entdeckt Tempes Hund Boyd, den sie gerade von ihrem Ex-Ehemann zur Pflege übernommen hat, auf dem weitläufigen Gelände einen Plastiksack mit verwesten Körperteilen und Knochen. Ihre Analyse ergibt, dass es sich zum größten Teil um Bärenknochen handelt, jedoch sind auch menschliche Handknochen dabei. Eine weitere Ausgrabung in der Nähe eines verlassenen Farmhauses fördert schließlich noch eine Leiche ohne Kopf und Hände zutage. Im verlassenen Farmhaus selbst werden zwei Kilo Kokain und der Führerschein der vermissten Tamela Banks gefunden.
Schließlich ist Brennan noch an der Untersuchung einer abgestürzten Cessna beteiligt, deren Pilot und Passagier fast völlig verbrannt sind. Auch in der Cessna wird – in der Tür versteckt – Kokain sowie weiteres Material gefunden, das sich schließlich als Gelbwurz und Überreste eines seltenen Vogels herausstellt. Genauere Untersuchungen der Polizei und der nationalen Transportsicherheitsbehörde der Luftfahrt ergeben, dass die Cessna dazu genutzt wurde, um Drogen zu transportieren und diese in kleineren Päckchen mit Fallschirmen an einem verabredeten Ort abzuwerfen, wo Drogendealer den weiteren Verkauf übernehmen. Dadurch, dass sich ein Fallschirm vorzeitig in der Kabine öffnete, kam die Cessna zum Absturz.
Nach und nach stellt sich heraus, dass die Fälle zusammenhängen: Die Cessna gehörte einem bekannten Kriminellen namens Ricky Don Dorton, und der Passagier in der Cessna war sein Cousin Jason Jack Wyatt. Wyatt wiederum stand in engem telefonischen Kontakt mit Darryl Tyree, einem bekannten Drogendealer und Tamela Banks’ Freund. Harvey Pearce, der tote Pilot, war wiederum auch ein begeisterter Bärenjäger und im Geschäft mit Bärengallen, ein gefragtes Mittel der Alternativmedizin.
Die Polizei findet heraus, dass das nur scheinbar verlassene Farmhaus als Umschlagplatz für die Drogen genutzt wurde. Weil bei der Cessna auch die Reste einer Feder gefunden wurden, die von einer Expertin als die Feder eines äußerst seltenen Spixaras identifiziert wird, vermutet Tempe richtig, wie sich später herausstellt, dass die Drogendealer auch noch ein illegales Nebengeschäft mit seltenen Tieren aufzogen. Auch der gefundene Gelbwurz deutet auf illegalen Handel mit seltenen Pflanzen hin, denn Gelbwurz ist in vielen US-Bundesstaaten gefährdet und ebenfalls ein beliebtes Mittel in der Alternativmedizin.
Die Suche nach der Identität des (männlichen) Toten, von dem Tempe nur den Körper ohne Kopf bergen konnte, führt sie auf die Spur von zwei verschwundenen Wildhütern, Brian Aiker und Charlotte Grant Cobb. Tempe vermutet, dass diese eventuell ermordet wurden, weil sie illegalem Tierhandel auf der Spur waren. Sie entdeckt schließlich nach einem Gespräch mit Charlotte Grant Cobbs Mutter, dass der Tote wohl tatsächlich Charlotte gewesen ist. Charlotte kam als Charles Grant Cobb zur Welt. Da er das Klinefelter-Syndrom hatte, was ihn sehr weiblich aussehen ließ, entschied er sich im Erwachsenenalter, als Frau zu leben. Dies hat die Identifizierung für Tempe jedoch erschwert. Die Leiche von Brian Aiker wird auch entdeckt, er sitzt ertrunken in einem im See versenkten Auto.
Als Tempe das Gespräch mit dem Coroner von Lancaster County, James Park, wegen des Falls sucht, erkennt sie, dass er in den Handel mit Drogen und Bärengallen involviert sein muss, denn er ist derjenige, der sie schon einige Zeit verfolgt und bedroht, damit sie ihre Untersuchungen fallenlässt. Tempe wird von Park angegriffen und beinahe ermordet, der Eingriff ihrer Kollegen von der Polizei sorgt dafür, dass Tempe gerettet und Park verhaftet wird.
Wie sich herausstellt, ist Park auch verantwortlich für den Tod von Aiker, während Tyree Cobb umbrachte, denn die beiden Naturschützer waren der Bande von Drogen- und Bärengallen-Schmugglern auf der Spur. Tamela Banks hingegen, die schließlich wieder auftaucht, hatte mit den illegalen Geschäften nichts zu tun, sondern war nur zufällig in Begleitung von Tyree auf der verlassenen Farm. Ihr Neugeborenes war nach ihren Aussagen eine Totgeburt, so dass sie auch nicht für einen Mord verantwortlich ist.

## Form und Motive
Der Roman wird aus der Perspektive der Hauptfigur, Tempe Brennan, geschildert, so dass man einige Einsicht in die Arbeit einer forensischen Anthropologin erhält. Die Autorin, Kathy Reichs, verarbeitet in ihren Romanen ihre eigenen Erfahrungen als forensische Anthropologin. In diesem Band geht sie näher auf die Kieselalgenanalyse, die Amelogenin-Analyse und den Tod durch Ertrinken ein. Auch lernt der Leser Einiges über das Klinefelter-Syndrom.
Außerdem ist der Schutz gefährdeter Tierarten ein wichtiges Motiv im Roman: Reichs nutzt den Roman, um Fakten über den illegalen Handel mit Bärengallen und Gelbwurz als gefragte Bestandteile der Alternativmedizin sowie über den verbotenen Handel mit exotischen, vom Aussterben bedrohten Tieren zu vermitteln. Der Leser erfährt, dass das Washingtoner Artenschutzübereinkommen (CITES) häufig nicht ausreicht, um Pflanzen und Tiere zu schützen. Der illegale Handel mit Schwarzbärengalle wird allein in Kalifornien auf 100 Millionen Dollar im Jahr geschätzt. Der Band ist Naturschützern gewidmet, insbesondere dem United States Fish and Wildlife Service, der World Wildlife Foundation und der Animals Asia Foundation.

## Stellung in der Literaturgeschichte
Bare Bones ist der sechste Band aus der Reihe um die forensische Anthropologin Temperance Brennan. Gemeinsam mit Patricia Cornwell hat Kathy Reichs dem forensischen Kriminalroman seit den 1990er Jahren zu großer Popularität verholfen.

## Rezeption
Der Roman ist Teil einer Reihe, die sich zu internationalen Bestsellern entwickelt haben. Bare Bones wurde in mehrere Sprachen übersetzt, darunter Deutsch, Chinesisch, Französisch, Arabisch und Italienisch. Vom englischen Original Bare Bones sowie von der deutschen Übersetzung sind Hörbuchversionen entstanden.
Die Kritik zu Bare Bones fiel sehr unterschiedlich aus. Kirkus Reviews bezeichnet den Roman zwar als solide, aber Reichs' Versuch, drei Handlungsstränge miteinander zu verbinden, sei überzogen. Reichs versuche jede Möglichkeit auszuschöpfen, um aus dem Schatten von Patricia Cornwell herauszutreten. Publishers Weekly lobt schnelle Handlungsentwicklung und sagt über den Roman, dass er alles biete, was sich Fans wünschen. Die Zeitung The Guardian macht sich über den Stil der Autorin lustig und schreibt die komplette Rezension „condensed in the style of the original“, in kurzen, abgehackten Sätzen, die auch typisch für Reichs' Stil sind.
Der kommerzielle Erfolg der Romanreihe um Temperance Brennan führte dazu, dass vom Fernsehsender Fox ab 2005 eine Krimiserie Bones – Die Knochenjägerin produziert wurde. Die forensischen Kriminalromane von Kathy Reichs dienten dabei jedoch nur als lose Vorlage. Obwohl die Hauptfigur in Bones auch Temperance Brennan heißt, wurden für die Fernsehserie aber eher Aspekte aus Kathy Reichs eigenem Leben verarbeitet.
Die erfolgreiche Romanreihe um Temperance Brennan hat auch zu einer veränderten öffentlichen Wahrnehmung der forensischen Anthropologie geführt, wie Heather Walsh-Haney im American Anthropologist feststellt.

### Textausgaben
- Kathy Reichs: Bare Bones. Scribner, New York 2003, ISBN 0-7432-3346-8. (englische Originalausgabe)
- Kathy Reichs: Mit Haut und Haar. Aus dem amerikanischen Englisch übersetzt von Klaus Berr. Blessing, München 2004, ISBN 3-89667-247-9. (deutsche Übersetzung)

### Hörbücher
- Kathy Reichs: Bare Bones. Gekürzte Fassung, gelesen von Michele Pawk. Simon & Schuster Audio, New York 2003, ISBN 978-0-7435-2981-5.
- Kathy Reichs: Bare Bones. Gelesen von Barbara Rosenblat. Recorded Books, Prince Frederick MD 2006, ISBN 978-1-4193-1574-9.
- Kathy Reichs: Mit Haut und Haar. Gekürzte Fassung, übersetzt von Klaus Berr, bearbeitet von Susanne Lux-Meister, gelesen von Hansi Jochmann. Random House Audio, Köln 2004, ISBN 978-3-8371-7176-1.